# Podbanište
Podbanište je národní přírodní památka ve správě příspěvkové organizace Správa slovenských jeskyní.
Nachází se v katastrálním území obce Slizké v okrese Rimavská Sobota v Banskobystrickém kraji. Území bylo vyhlášeno či novelizováno v letech 2001, 2005 na rozloze x ha. Rozloha ochranného pásma byla stanovena na 168,5265 ha.